# Michael D. Cohen (Schauspieler)
Michael Dwayne Cohen (* 22. November 1975 in Winnipeg, Kanada) ist ein kanadischer Schauspieler.

## Leben
Im Alter von zehn Jahren zog Cohen mit seiner Familie nach  Richmond. Später zog er nach Toronto, um dort Schauspiel zu studieren. Als Schauspieler war Cohen in Fernsehserien wie My Name Is Earl und The Mindy Project sowie in Filmen wie Whiplash und Suburbicon zu sehen. Von 2014 bis 2020 spielte Cohen die Rolle des Schwoz Schwartz in der Fernsehserie Henry Danger. Dieselbe Rolle sprach er 2018 in der Zeichentrickserie Die Abenteuer von Kid Danger, spielte sie von 2020 bis 2024 erneut in der Spin-off-Serie Danger Force sowie im zugehörigen Film von 2025 Henry Danger – Der Film.

## Filmografie
- 2006–2009: Grossology (39 Folgen)
- 2009: My Name Is Earl (1 Folge)
- 2010: Die Zauberer vom Waverly Place (Wizards of Waverly Place, 1 Folge)
- 2011: Modern Family (1 Folge)
- 2012: Talking Friends (10 Folgen)
- 2012: 2 Broke Girls (1 Folge)
- 2013: Austin & Ally (1 Folge)
- 2013: The Mindy Project (1 Folge)
- 2014: Whiplash (Film)
- 2014–2020: Henry Danger (100 Folgen)
- 2017: Suburbicon (Film)
- 2018: Game Shakers – Jetzt geht’s App (Game Shakers, 1 Folge)
- 2018: Die Abenteuer von Kid Danger (The Adventures of Kid Danger, 12 Folgen, Stimme)
- 2020–2024: Danger Force (68 Folgen)
- 2025: Henry Danger – Der Film (Henry Danger: The Movie, Film)